# Пеньон-де-Алусемас
Пеньо́н-де-Алусе́мас (исп. Peñón de Alhucemas, араб. صخرة الحسيمة‎ Са́хра-ль-Хосе́йма) — небольшой скалистый остров в западной части Средиземного моря. Является одной из Суверенных территорий Испании. Расположен в 300 метрах от побережья Марокко в районе города Эль-Хосейма и в 84 км от ближайшей испанской территории Мелилья.

## География и инфраструктура

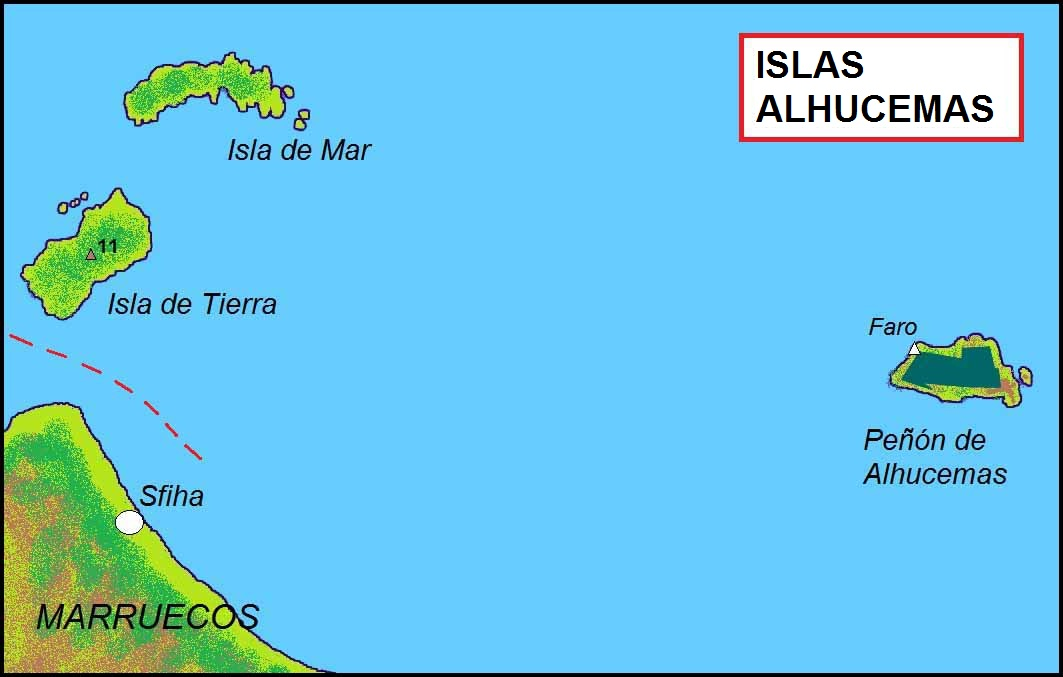
Острова Алусемас.

Размер острова — около 200 метров в длину и 100 метров в ширину. Площадь острова — около 0,015 км². Представляет собой утёсообразную скалу высотой 27 м. Периметр острова — около 480 метров. На острове расположены постройки разных веков. Имеются остатки укреплений и батарей, церковь, маяк, несколько домов, порт со складами. Пресная вода на остров регулярно доставляется на катерах с материка. На острове расположено подразделение Объединённого артиллерийского полка № 32 вооружённых сил Испании, входящий в корпус Мелильи. С острова имеется небольшой мост на крошечный островок Ла-Пульпера, который некоторое время служил кладбищем.
Вместе с двумя необитаемыми островами, расположенными в 50 м от берега и 800—900 метрах от скалы, входит в острова Алусемас.
| Острова            | Координаты                     | Площадь, км² |
| ------------------ | ------------------------------ | ------------ |
| Пеньон-де-Алусемас | 35°12′48″ с. ш. 3°53′21″ з. д. | 0,015        |
| Остров Тиерра      | 35°12′55″ с. ш. 3°54′08″ з. д. | 0,017        |
| Остров Де-Мар      | 35°13′03″ с. ш. 3°54′02″ з. д. | 0,014        |
| Острова Алусемас   | 35°12′54″ с. ш. 3°53′47″ з. д. | 0,046        |

## История
Пеньон-де-Алусемас был передан султаном Мулай Абдалой в 1560 году испанской короне (во времена Филиппа II) в целях предотвращения набегов берберских пиратов. Он был занят во время правления Карла II 28 августа 1673 года. Остров стал местом ссылки и территорией, куда отправляли уголовных и политических преступников. В 1838 году здесь прошёл бунт политических заключенных. В 1902 году Франция признала суверенитет Испании на остров. На форт было совершено нападение в 1921 году Абд аль-Кримом во время рифской войны. В 1922 году затонул паром «Juan de Juanes», который выполнял перевозки в Мелилью. Его обломки находятся в 150 м к северу от острова.